# Amador Longhini Jr.
Amador Longhini Jr. (Catanduva, ) é um pianista, tecladista, arranjador e professor brasileiro. Integra a Banda Savana como pianista, com o qual já lançou os CDs Brazilian Movements (1991), Brazilian Portraits (1993) e Memória Brasileira (1997).
É graduado em música popular pela Universidade Estadual de Campinas (Unicamp) e professor de piano, harmonia e arranjo no projeto Música para Todos, no Auditório Ibirapuera, em São Paulo. É diretor musical do cantor Fábio Jr..
Ao longo da carreira, atuou, como pianista, tecladista e arranjador ao lado de vários músicos e cantores, entre os quais Paulo Moura, Nailor Proveta, Sylvinho Mazzuca, Itamar Colaço, Kecco Brandão, Vinícius Dorin, Elba Ramalho, Ivete Sangalo, Sandy e Junior, Roberta Miranda, Agnaldo Rayol, Jair Rodrigues, Mônica Salmaso, Jay Vaquer e Bibi Ferreira, entre outros.